# Иллюстрация

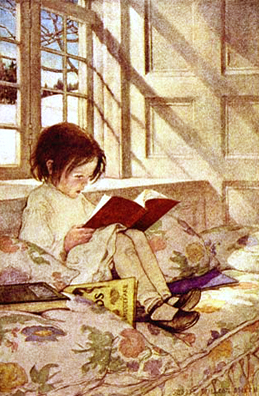
Иллюстрация Джесси Уилкокс Смит

Иллюстра́ция (от лат. illustratio — освещение, наглядное изображение) — рисунок, фотография, гравюра или другое изображение, поясняющее текст. Художника, выполняющего иллюстрации к тексту, называют иллюстра́тором.
Происхождение слова «иллюстрация» — от позднего среднего английского (в смысле «просветление; духовное или интеллектуальное просветление»): через старый французский от латинского illustratio, от глагола illustrate.
Иллюстрации служат передаче эмоциональной атмосферы художественного произведения, визуализации героев повествования, демонстрации объектов, описываемых в книге (ботаническая иллюстрация), отображения пошаговых инструкций в технической документации (техническая иллюстрация).
Иллюстрации используют для уточнения сложных понятий или предметов, которые трудно описать с помощью текста, что является причиной большого количества иллюстраций в детских книгах, также могут использоваться в рекламе, поздравительных открытках, плакатах, книгах, графических романах, раскадровках, журналах, газетах.

## Искусство иллюстрации

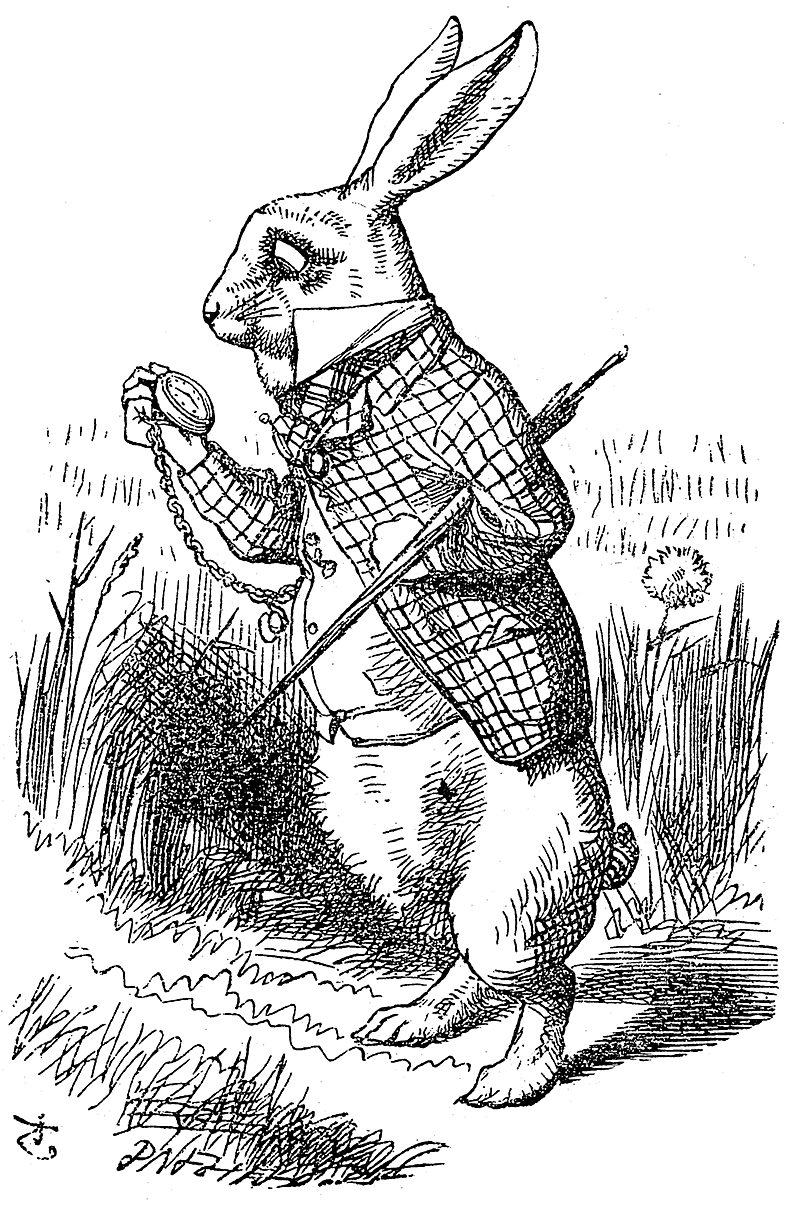
Иллюстрация Белого Кролика из книги «Алиса в Стране чудес», нарисованная Джоном Тенниелом (1820—1914)

Иллюстрация находится на границе изобразительного искусства и графического дизайна, так как, используя средства и методы искусства, подчиняется замыслу проекта. 
Если изначально иллюстрация широко применялась и до сих пор применяется в книжном, журнальном, рекламном деле, то в современном мире, в результате роста интереса к компьютерным играм и комиксам, значение и применение иллюстрации возрастает.
Небольшие изображения способны быстро донести до читателя основную идею текста и выступают в роли визуальной метафоры, а для создания иллюстрации зачастую не обязательно владеть академическим рисунком или придерживаться особой техники. Иллюстратор может совмещать рисунок от руки и обработку в графических редакторах, рисовать только от руки или только в графических редакторах, комбинировать разные материалы, (бумагу, пластилин, засушенные растения и другое), создавать иллюстрации при помощи аппликации или оригами.

## История
Иллюстрации к текстам используются с глубокой древности. Когда Иоганн Гутенберг изобрёл способ книгопечатания подвижными литерами, он начал добавлять к тексту рисунки, выполнявшиеся с помощью высокой печати посредством деревянных досок. Основным способом воспроизведения иллюстраций в книгах была гравюра, а в XVIII веке ей на смену пришла литография.

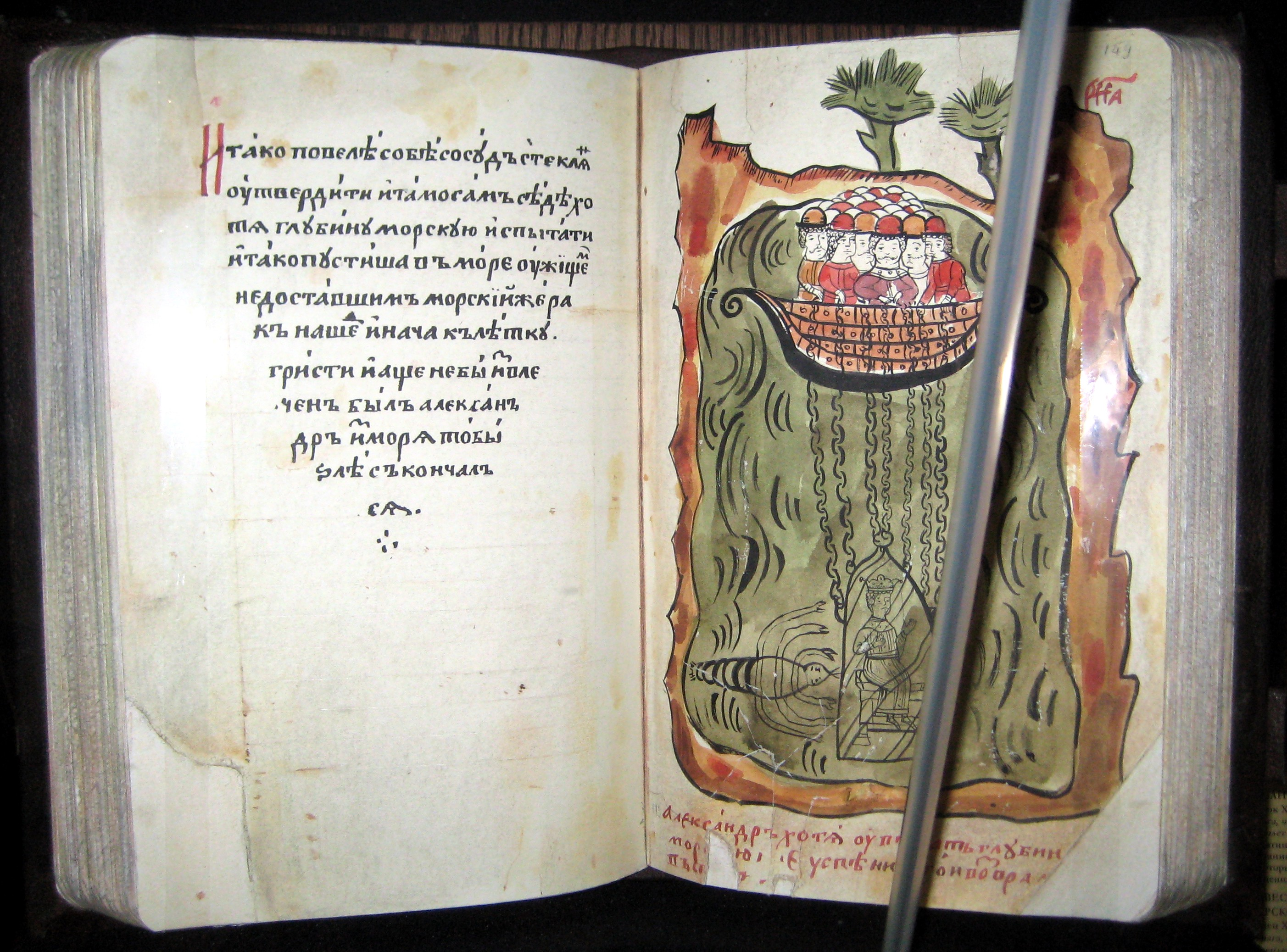
Александрия Сербская. На миниатюре Александр, спускающийся в морские глубины

Развитие печатного дела и появление периодических изданий открыло новые возможности для иллюстраторов. Наряду с оформлением книг, иллюстрации потребовались для газет и журналов, в том числе комического плана — карикатуры. В иллюстраторы переквалифицировались художники, получившие классическое художественное образование. Улучшалось качество рисунка, а издатели журналов обнаружили, что хорошие иллюстрации продаются не хуже хорошего текста.
Золотой век иллюстрации начался, когда газеты, массовые журналы и иллюстрированные книги стали доминирующими источниками информации. Совершенствование печатной технологии сняло ограничения на использование цвета и техники, и многие иллюстраторы в это время добились успеха. Некоторые благодаря своей деятельности стали богатыми и знаменитыми, а их рисунки попали в разряд классики мирового искусства. С появлением новых средств информации иллюстрация потеряла свои лидирующие позиции, но остаётся по-прежнему востребованной.

## Книжная иллюстрация в России
В древнерусских рукописных книгах использовались нарисованные от руки миниатюры. Подобные памятники по традиции называют лицевыми книгами. Самые древние из них относятся к XI веку (Остромирово Евангелие, Изборник Святослава, Молитвенник Гертруды). В XII веке были созданы Мстиславово Евангелие, Юрьевское Евангелие, Галицкое Евангелие и другие памятники. Среди рукописных книг монгольского и послемонгольского периода (XIII—XV века) известны Оршанское Евангелие, Фёдоровское Евангелие, Сийское Евангелие, Галичское Евангелие, Киевская Псалтирь, Евангелие Хитрово, Андрониково Евангелие, Аникиевское Евангелие, Буслаевская псалтирь, Геннадиевская Библия.
С появлением книгопечатания на смену иллюстрациям, выполненным от руки, приходит гравюра. В XVII—XVIII веках в России были распространены так называемые гравированные, или блочные, книги, в которых текст и изображение вырезались на одной доске. Но большее распространение получила техника, при которой текст печатался с наборной формы, а иллюстрация представляла собой гравюру.
С XVIII века известна практика отдельных изданий иллюстраций к популярным произведениям. Они выходили в виде отдельных тетрадей, которые читатель мог объединять в альбом. Среди подобных изданий выделяется серия иллюстраций к гоголевским «Мёртвым душам», работы гравёра Евстафия Бернардского по рисункам Александра Агина. В 1846—1847 годах были издано 72 листа из 100. Полное издание альбома вышло лишь в 1892 году под названием «Сто рисунков к поэме Н. В. Гоголя „Мёртвые души“».
В конце XIX века — начале XX века в отечественной книжной иллюстрации проявляются различные художественные стили. Реалистическая иллюстрация представлена работами Дмитрия Кардовского («Каштанка» 1903, «Горе от ума», 1907—1912, «Русские женщины», 1922, «Ревизор» 1922, 1933), Леонида Пастернака («Воскресение» Л. Толстого). Традиции модерна в русской книжной иллюстрации во многом распространились под влиянием главного идеолога объединения «Мир искусства» Александра Бенуа («Медный всадник» 1916—1918). Искусство конструктивизма представлено в работах Василия Кандинского и Эля Лисицкого.
Событием в истории русской книжной иллюстрации стало издание И. Н. Кнебелем серии из 50 брошюр «Картины по русской истории» (1908—1913) с иллюстрациями, оригиналы которых выполнили выдающиеся художники: С. В. Иванов, А. М. Васнецов, В. М. Васнецов, Б. М. Кустодиев, А. Н. Бенуа, Д. Н. Кардовский, Е. Е. Лансере, В. А. Серов, М. В. Добужинский, В. Я. Чемберс.
Выдающимся мастером книжной графики, а также теоретиком этой области изобразительного искусства был Владимир Фаворский. Среди известных советских иллюстраторов книг Евгений Кибрик, Лидия Ильина, Виктор Замирайло. В 1950—1980-е особое развитие получила иллюстрация в детских книгах, над которыми работали Евгений Чарушин, Владимир Сутеев, Борис Дехтерёв, Николай Радлов, Виктор Чижиков, Леонид Владимирский, Алексей Лаптев, Владимир Конашевич, Анатолий Савченко, Олег Васильев, Борис Диодоров, Евгений Рачев, Владимир Конашевич, Георгий Нарбут, Борис Зворыкин, Осип Авсиян.
Художники-иллюстраторы часто применяют в творчестве мотивы и приёмы традиционного народного искусства. Особенно часто в отечественной книжной графике используются образы из древнерусской книжной иллюстрации, мотивы народного декоративно-прикладного искусства, лубка (Иван Билибин и многие другие). Также авторы обращаются к классической персидской миниатюре, античной вазописи и другим традициям в зависимости от содержания иллюстрируемого произведения. Дмитрий Брюханов, иллюстрируя сказки народов Крайнего Севера и произведения чукотских и эвенских авторов, использовал композиционные приёмы традиционной чукотской резьбы по кости. При этом обращение иллюстратора к образам народного искусства часто становится предметом теоретических дискуссий, так как искусствоведы и художники пытаются найти грань между примитивной стилизацией и копированием с одной стороны, и отражением в произведении народного духа — с другой.
В 1924—1925 годах полиграфическая секция Российской академии художественных наук выпускала журнал «Гравюра и книга», посвященный искусству шрифта и книжной иллюстрации. Изданием руководили Л. Р. Варшавский и А. А. Сидоров.

## Специальные виды иллюстраций
- Ботаническая иллюстрация
- Техническая иллюстрация